# Jelena Dombrowskaja
Jelena Dombrowskaja (* 20. Januar 1990) ist eine ehemalige kasachische Leichtathletin, die im Sprint und Mittelstreckenlauf an den Start ging.

## Sportliche Laufbahn
Erste Erfahrungen bei internationalen Meisterschaften sammelte Jelena Dombrowskaja im Jahr 2007, als sie bei den Jugendweltmeisterschaften in Ostrava mit 2:16,16 min im Halbfinale im 800-Meter-Lauf ausschied und mit der kasachischen Sprintstaffel (1000 Meter) im Finale disqualifiziert wurde. 2010 gewann sie bei den Hallenasienmeisterschaften in Teheran in 55,47 s die Bronzemedaille im 400-Meter-Lauf hinter ihrer Landsfrau Marina Masljonko und Jauna Murmu aus Indien und sicherte sich mit der 4-mal-400-Meter-Staffel in 3:44,20 min gemeinsam mit Masljonko, Olga Safronowa und Oksana Werner die Silbermedaille hinter dem indischen Team. 2012 beendete sie dann ihre aktive sportliche Karriere im Alter von 22 Jahren.
2012 wurde Dombrowskaja kasachische Hallenmeisterin im 800-Meter-Lauf.

## Persönliche Bestzeiten
- 400 Meter: 55,28 s, 18. September 2010 in Almaty
  - 400 Meter (Halle): 55,47 s, 26. Februar 2010 in Teheran
- 800 Meter: 2:09,17 min, 11. Mai 2007 in Almaty
  - 800 Meter (Halle): 2:12,96 min, 28. Januar 2012 in Qaraghandy